# Little Big Planet
Pour les articles homonymes, voir Little Big Planet (homonymie).
Little Big Planet (ou LittleBiGPlanet selon la graphie des logos, abrégé en LBP) est une franchise de jeux vidéo de plates-formes, créée en 2008 par Media Molecule, qui met également en avant la création et le partage de niveaux. Les droits de licence de la franchise sont détenus par Sony Interactive Entertainment, lequel est l'éditeur de l'ensemble des jeux, parus exclusivement sur les consoles PlayStation.

## Jeux
La franchise débute en 2008 par la sortie de Little Big Planet sur PlayStation 3

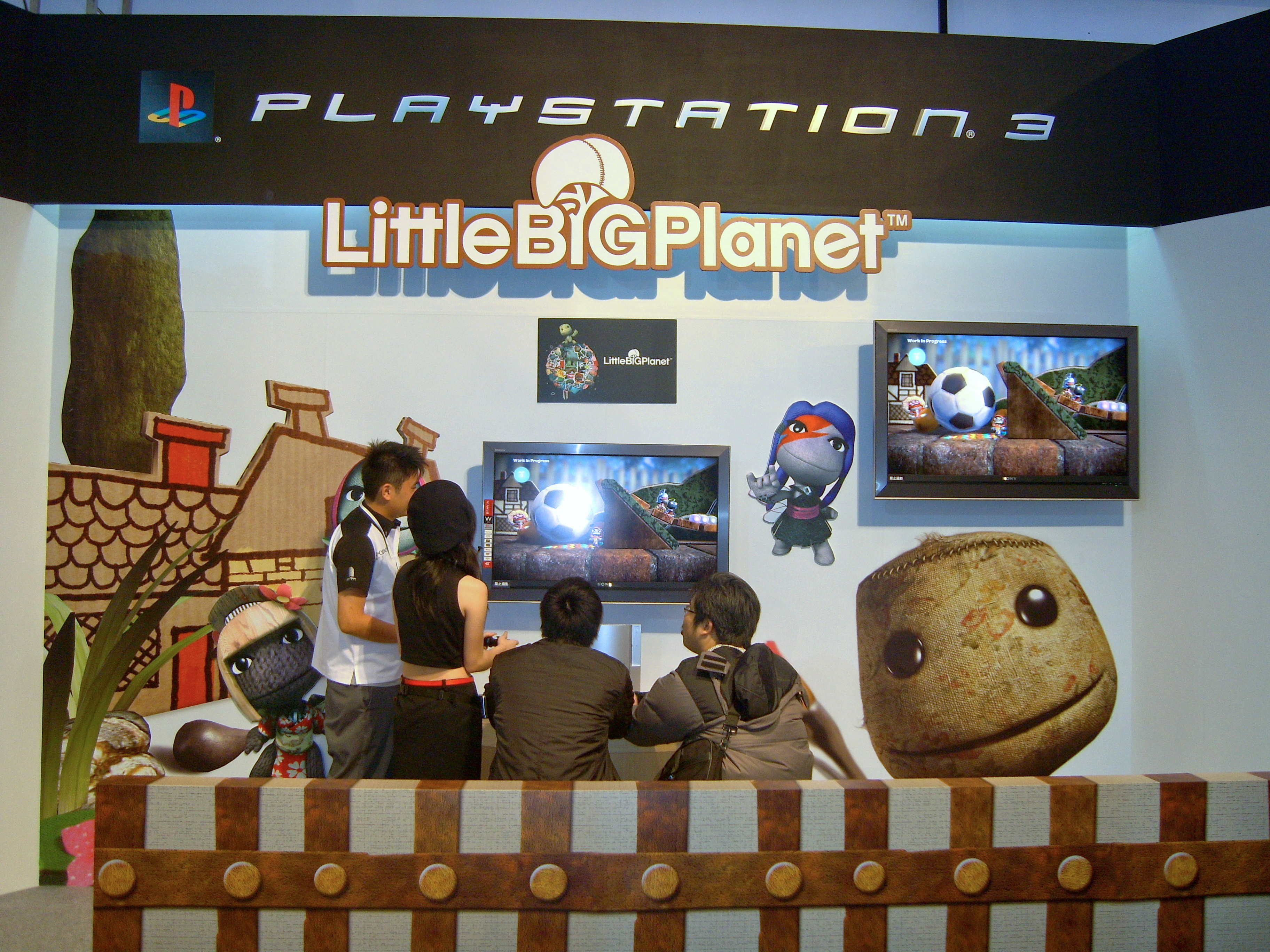
Stand de présentation du premier opus Little Big Planet, lors du Sony Fair de 2008.

, développé par Media Molecule. En 2009, le jeu est porté par SCE Studio Cambridge (en collaboration avec Media Molecule) sur PlayStation Portable sous le même titre. Toutefois, le jeu propose une histoire différente en mode solo et sans l'ensemble des capacités multijoueur de l'opus original.
Une suite, intitulée Little Big Planet 2 et de nouveau conçu par Media Molecule, sort en 2011 sur PlayStation 3. Une adaptation de ce titre, nommée simplement Little Big Planet PS Vita, est publiée en 2012 sur PlayStation Vita. Cet opus est développé conjointement par Double Eleven, Tarsier Studios et XDev.
De plus, la même année, SIE San Diego Studio et United Front Games (peu ou prou épaulés par Media Molecule) sortent sur PlayStation 3, le volet Little Big Planet Karting, un jeu de course de karting.
En 2014, Sumo Digital développe Little Big Planet 3 (en collaboration avec Media Molecule), lequel sort sur PlayStation 3 et PlayStation 4.
Enfin, en 2020, Sackboy: A Big Adventure est le dernier opus en date de la franchise. Il est développé par Sumo Digital et est publié pour la PlayStation 4 et la PlayStation 5,.
Néanmoins, en janvier 2024, pour une raison non communiquée, les serveurs de la version PlayStation 4 de Little Big Planet 3 sont temporairement rendus indisponibles. En outre, en avril 2024, Sony Computer Entertainment confirme la fermeture permanente des serveurs en raison de « problèmes techniques persistants ». En revanche, seuls les serveurs en ligne pour Sackboy: A Big Adventure restent ouverts. 
Finalement, Sony Computer Entertainment annonce en début d'octobre 2024 que Little Big Planet 3 et ses contenus additionnels sur PlayStation 4 sont délistés du PlayStation Store, les rendant impossible à obtenir par la distribution dématérialisée passé le 31 octobre 2024. Toutefois, les joueurs qui ont déjà acheté le jeu via la boutique digitale avant la date de retrait peuvent toujours y jouer. 